# Привалов, Леонид Валентинович
Леони́д Валенти́нович Прива́лов (род. 27 февраля 1942, Илгань, Кировская область) — заслуженный лётчик-испытатель СССР (15.08.1991), полковник (1985).

## Биография
Леонид Валентинович Привалов родился 27 февраля 1942 года в селе Илгань Верхошижемского района, Кировской области.
- 1959 год — окончил 10 классов школы в посёлке Пяльма Пудожского района (Республика Карелия).
- 1965 год — окончил Сызранское ВАУЛ.
- 1971 год - окончил Военно-воздушную инженерную академию им. Н.Е. Жуковсково.
- июль 1974—апрель 1979 — лётчик-испытатель военной приёмки Кумертаусского авиазавода.
  - Испытывал:
    - 1974—1977 — серийные Ка-26,
    - а также их модификации.
- апрель 1979—октябрь 1988 — лётчик-испытатель военной приёмки Казанского вертолётного авиазавода.
  - Испытывал:
    - 1979—1988 — серийные Ми-8, Ми-17;
    - 1979—1986 — Ми-14;
    - а также их модификации.
- 1985 — полковник.
- 1988—1993 — лётчик-инспектор группы контроля работы испытателей военных приёмок Управления вооружения ВВС.
- С апреля 1993 — в запасе.

## Личная жизнь
Проживает в Москве.
Имеет 9 патентов.

## Награды
- орден Красной Звезды (23.8.1985)
- Заслуженный лётчик-испытатель СССР (15.8.1991)
- медали[какие?].